# Ронђо Инфериоре (Бјела)
Ронђо Инфериоре је насеље у Италији у округу Бијела, региону Пијемонт.
Према процени из 2011. у насељу је живело 42 становника. Насеље се налази на надморској висини од 307 м.